# Svartprickigt sälgfly
Svartprickigt sälgfly, Anorthoa munda är en fjärilsart som beskrevs av Michael Denis och Ignaz Schiffermüller, 1775. Svartprickigt sälgfly ingår i släktet Anorthoa och familjen nattflyn, Noctuidae. Arten är reproducerande i både Sverige och Finland och populationerna bedömda som livskraftig, LC. I Finland var populationen tidigare (2010) bedömd som sårbar, VU. En underart finns listad i Catalogue of Life, Anorthoa munda plumbeata Hreblay & Ronkay, 1998.

## Kännetecken
Imago svartprickigt sälgfly är gulbrunt och har tydligt krökta framvingeframkanter. Framvingarna har två karakteristiska svarta, ibland bruna punkter. Hanen kan skiljas från honan på sina tydligt tandade antenner.

## Bildgalleri

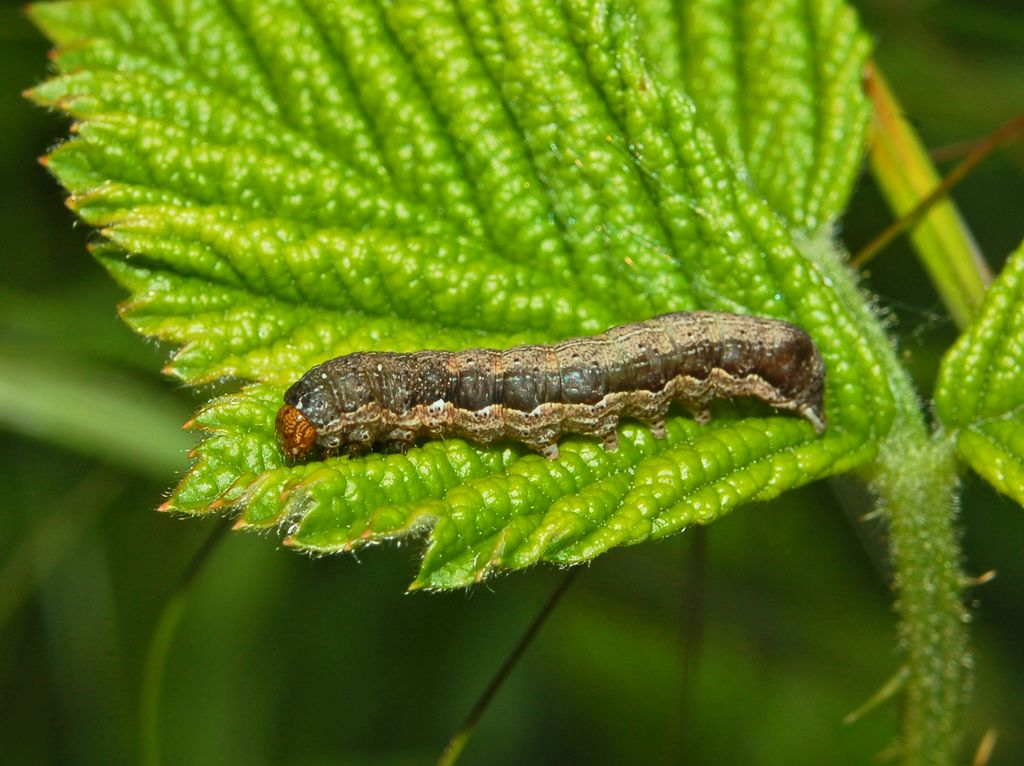
Fjärilens larv
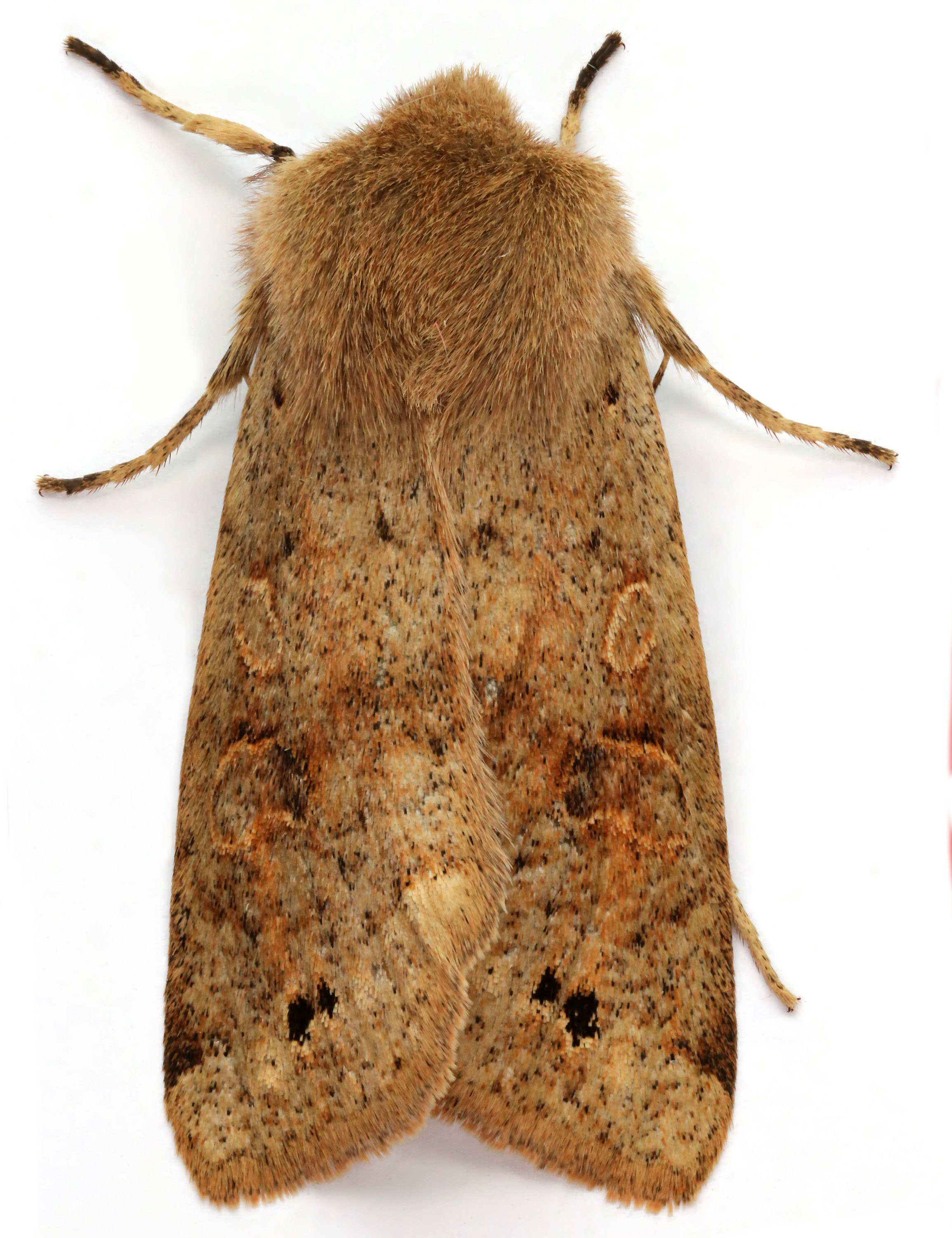
Imago fjäril
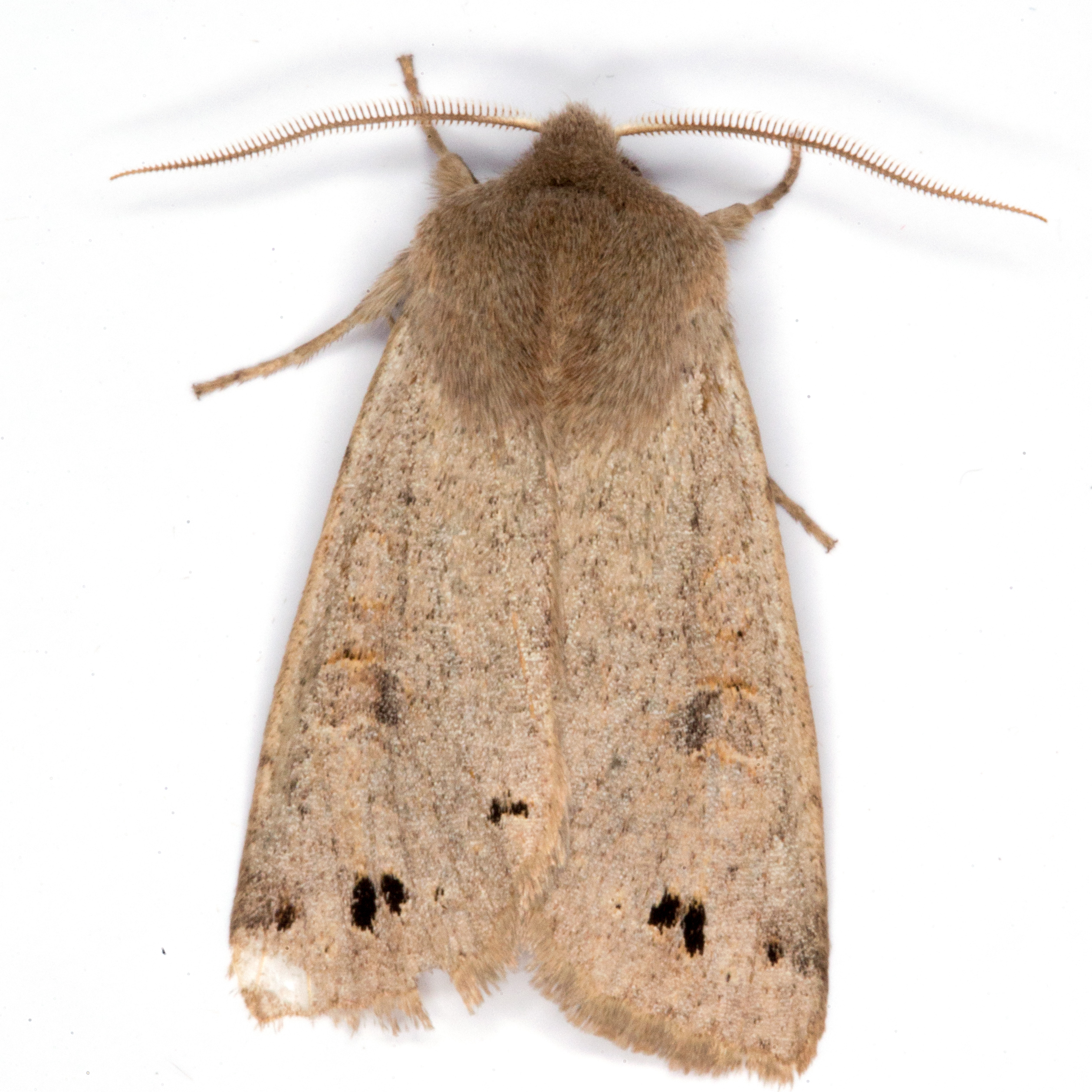
Imago fjäril
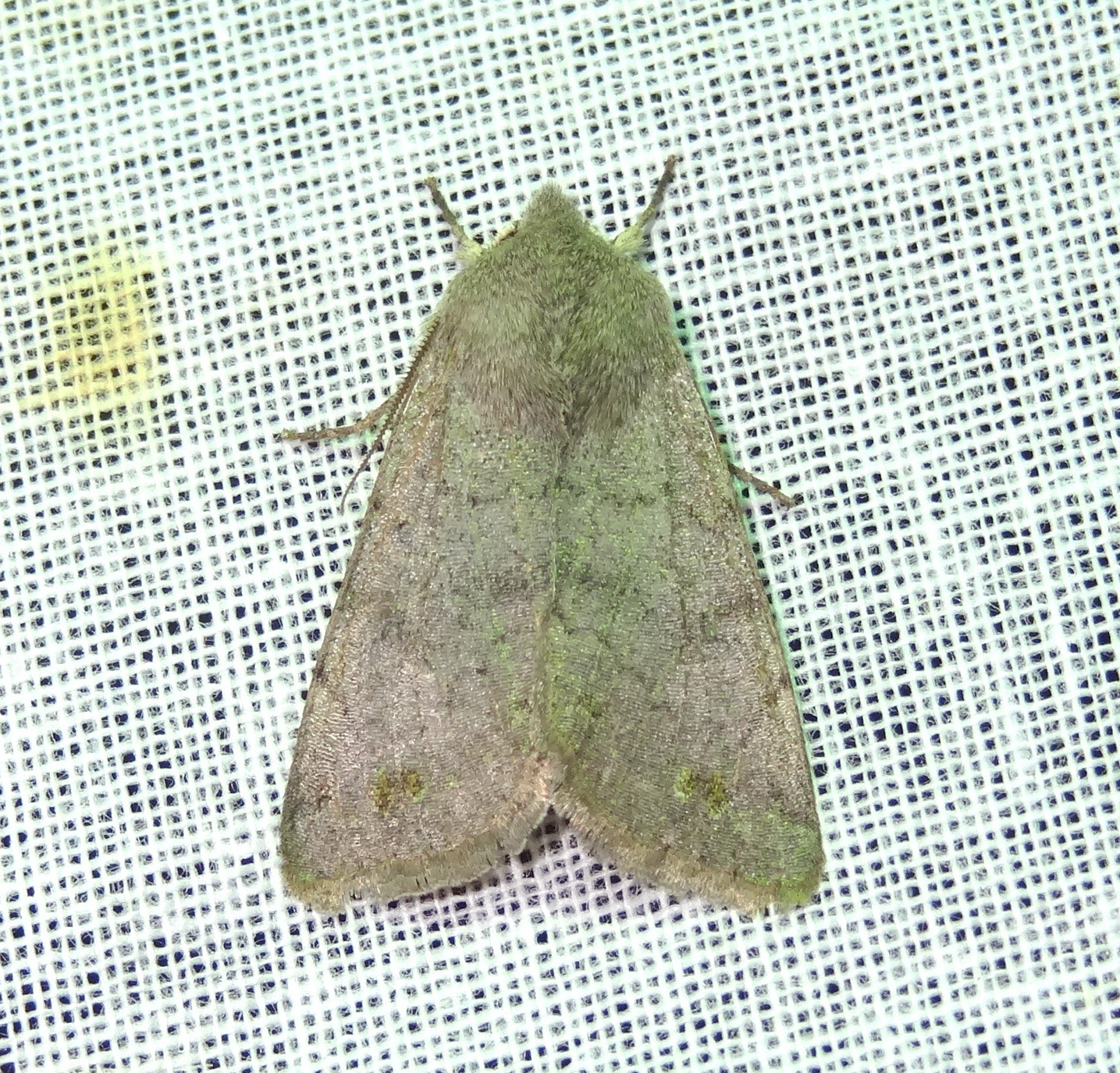
En imago fjäril med bruna punkter på framvingarna, sedd i en kvicksilverlampas sken, (de gröna nyanserna).
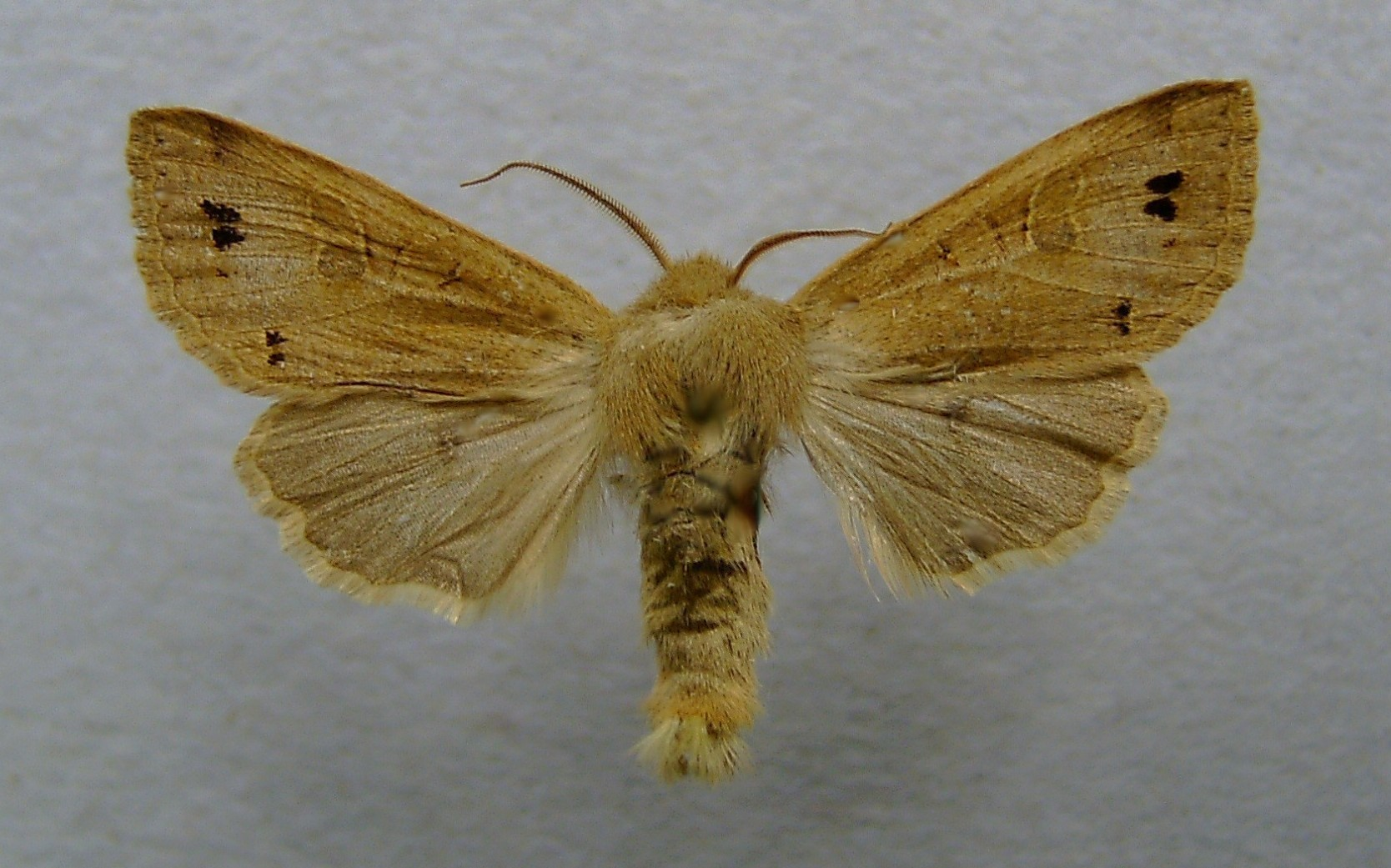
Preparerad (uppnålad) imago fjäril